# Vicomté de Lautrec
940 – 1789 
(849 ans)
La vicomté de Lautrec est une région historique et une ancienne vicomté de la province du Languedoc.

## Historique

### Origine
En 940, Bernard, vicarius d'Alzonne et père d'Aton Ier Trencavel, fait don d'un grand territoire entre les rivières Dadou et Agout, à Sicard, son fils présumé. Le territoire prend le nom de vicomté de Lautrec, d'après le nom du château de Lautrec, alors l'un des plus importants de la région. Le premier vicomte se fait bientôt renommer Sicard Ier de Lautrec et fonde la famille de Lautrec.

### Moyen Âge central

#### Période de prospérité
La vicomté est ainsi apparue à la fin du haut Moyen Âge. Elle va prospérer lors du Moyen Âge central, la cité de Lautrec devenant l'une des villes les plus importantes de l'actuel département du Tarn. Elle compte d'ailleurs jusqu'à plus de 5 000 habitants à son apogée, tandis que la vicomté s'étend sur 23 villages, soit près de 28 000 hectares.
Les vicomtes sont alors tous issus de la famille de Lautrec. Ils ont une grande influence dans la politique féodale de la région, arbitrent des conflits seigneuriaux, et participent parfois à ceux-ci, comme Sicard IV qui sera successivement en guerre contre les puissants Roger Ier Trencavel puis Alphonse Jourdain.

#### La croisade des albigeois
L'hérésie cathare, dont l'une des manifestations de la propagation est le concile de Lombers qui a lieu sur les terres du vicomte de Lautrec, conduit à la croisade des albigeois, entamée par le roi de France. À cause de cette dernière, de nombreux seigneurs locaux vont perdre leurs terres et devenir faydits, alors que des chevaliers du Nord de la France s'emparent de leurs domaines.
La vicomté de Lautrec est souvent impliquée dans les combats. Il y a alors deux co-vicomtes. Bertrand Ier se bat pour les cathares à plusieurs reprises, tandis que Sicard VI soutient les croisés. Néanmoins, il finit par se rallier aux premiers. C'est ainsi qu'avec la défaite du parti cathare en 1226, la vicomté est confisquée par le roi Louis VIII, avant d'être restituée entre 1227 et 1235 aux deux frères.

### Moyen Âge tardif et éclatement
Les descendants de Bertrand Ier et de Sicard VI se partagent la vicomté.
Les premiers possèdent « le nord et le cœur du Lautrécois avec le riche fief des évêques de Cahors, la seigneurie de Paulin au nord-est, ainsi que les villages de Saint-Julien-du-Puy et de Ganoubre, la bastide de Moulayrès et le château de Brametourte ». Bertrand III en est le dernier vicomte issu de la famille de Lautrec, puisque dès 1306, il cède sa part au roi Philippe IV le Bel. Trente-cinq ans plus tard, le roi Philippe VI la cède à Gaston II de Foix-Béarn en récompense de sa participation au début de la guerre de Cent Ans. Elle passe ainsi entre les mains des comtes de Foix, dont le célèbre Gaston Phébus, Archambaud de Grailly, ou le maréchal de Lautrec, Odet de Foix.
Les seconds héritent de « l’est, le sud-est et l’ouest du Lautrécois avec les châteaux d’Ambres, de Fiac, des Touelles et de Graulhet et les villages fortifiés de Montfa et de Saint-Germier ». Néanmoins, Sicard VI partage de nouveau sa part entre quatre de ses fils, ce qui entraîne un démembrement de la vicomté entre de multiples seigneurs et bientôt de multiples familles. C'est à cette époque que Sicard IX entre en conflit avec les comtes de Castres et réunit une armée pour marcher sur la ville, ou que Pierre III fonde la famille de Toulouse-Lautrec dont est issue le célèbre peintre.

### De la Renaissance à la Révolution
La première part de la vicomté rejoint la Couronne de France, lorsque Henri III de Navarre, vicomte de Lautrec, devient roi de France sous le nom d'Henri IV. Louis XIII la revend à Hector-Louis de Gélas, qui possède déjà une grande partie de la vicomté. Celui-ci la transmettra à ses héritiers jusqu'au maréchal Daniel François de Gélas de Lautrec, mort en 1762.
La dernière part de la vicomté demeure dans la famille d'Arpajon, jusqu'au mariage d'Anne Claude Louise d'Arpajon avec le puissant duc Philippe de Noailles. Celui-ci meurt sur l'échafaud à la Révolution. Le dernier vicomte est alors son fils Philippe-Louis de Noailles, avant que la vicomté ne soit définitivement dissolue.

### Héritage
La vicomté de Lautrec a disparu pour se fondre dans le département du Tarn. Nombre de ses châteaux les plus importants, comme celui d'Ambres, de Lautrec, de Montfa ou de Lombers, ont disparu ou sont ruinés. Il ne demeure donc comme héritage de la vicomté que les villages qui la composaient, quelques ruines, et certaines familles qui l'ont gouvernée et ne sont pas éteintes.

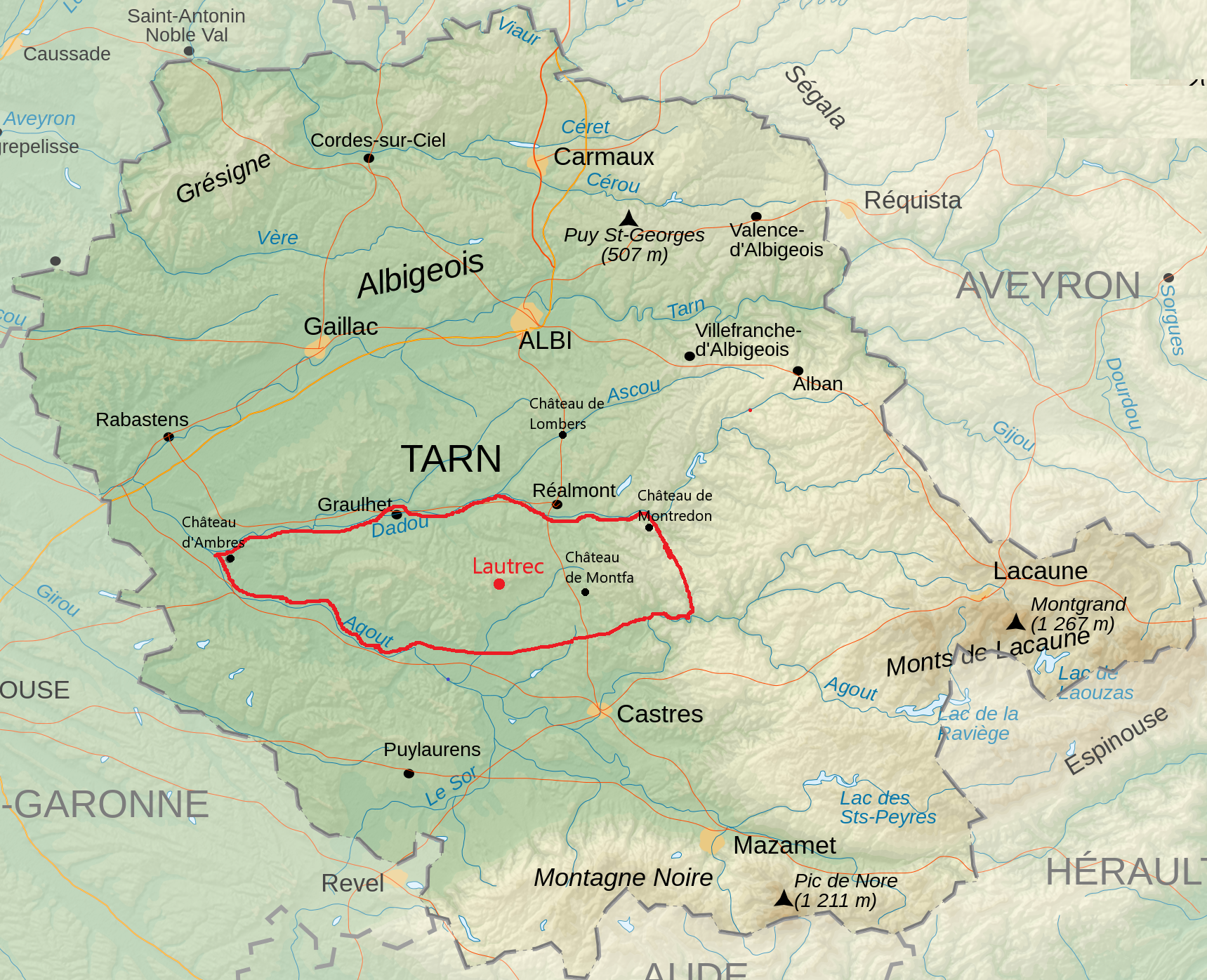
Carte approximative de la vicomté de Lautrec, avec les châteaux des vicomtes

## Lignée des vicomtes de Lautrec
Les familles ayant possédé la vicomté de Lautrec sont : 

Le blason de la famille de Lautrec
Le blason de la famille de Toulouse-Lautrec
Le blason de la famille de Foix-Lautrec
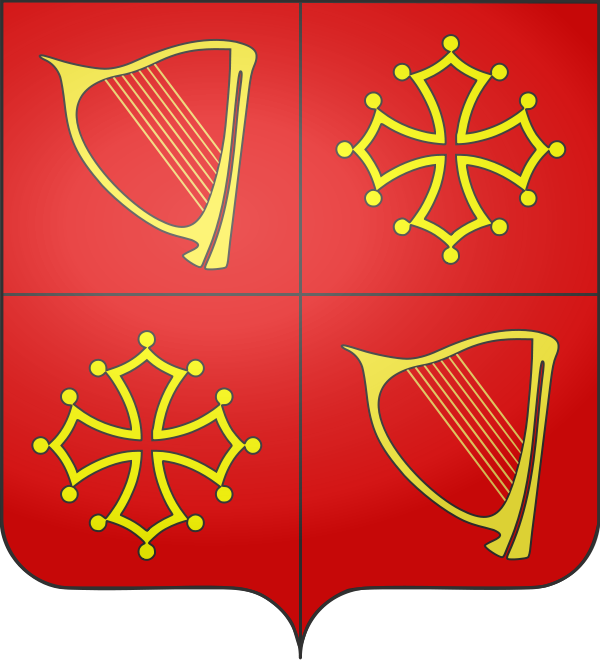
Blason de la famille d'Arpajon
Blason de la famille de Lévis-Mirepoix
Le blason de la famille de Gélas
Le blason de la famille de Voisins
Le blason de la famille de Noailles

## Châteaux
Les châteaux suivants ont appartenu aux vicomtes de Lautrec :
- Château d'Ambres
- Château de Brametourte
- Château de Lautrec
- Château de Lombers
- Château de Montfa
- Château de Montredon